# Il grande contagio
Il grande contagio (The Darkest of Nights) è un romanzo dello scrittore inglese Charles Eric Maine pubblicato nel 1962, appartenente al filone della fantascienza apocalittica. 

## Trama
(Charles Eric Maine, Il grande contagio)
Una nuova malattia inizia a mietere vittime in Giappone diffondendosi poi in Cina e in Russia. Il virus responsabile viene ribattezzato Hueste ed è altamente contagioso, mortale nel 50% dei casi. L'Organizzazione Internazionale Ricerca Virus (O.I.R.V.) è impegnata nello studio delle caratteristiche del virus e cerca di trovare un vaccino contro la malattia. La dottoressa Pauline Brant lavora in Giappone per l'O.I.R.V. ma durante l'epidemia deve raggiungere Inghilterra il marito, il giornalista Clive Brant, per risolvere con lui problemi matrimoniali emersi durante la lunga separazione. A Londra la coppia decide per il divorzio, poiché il marito ha da tempo una relazione con Noelle Langstrom, la figlia del tycoon della televisione americana Edgar Langstrom. Pauline a questo punto si mette a disposizione della sede inglese dell'O.I.R.V. e del dottore Vincent per predisporre le prime difese in attesa che il virus Hueste si scateni anche in Europa.
Le nazioni colpite chiudono le frontiere ma non hanno strumenti per fronteggiare il virus mentre devono gestire la catastrofe che sta mietendo un numero impressionante di vittime. L'O.I.R.V. non può fare altro che consigliare ai vari Stati di predisporre rifugi sotterranei per le alte cariche governative e dirigenziali in attesa che si riesca a trovare una cura o un efficace vaccino. La censura imposta per non far dilagare il panico tra la popolazione non lascia trapelare il numero esatto delle vittime che comunque ammonterebbero a centinaia di milioni in tutto il mondo. Il giornalista Clive, dopo aver cercato inutilmente di introdursi nei vari paesi colpiti per ottenere notizie attendibili sull'epidemia da pubblicare sul giornale per cui lavora, convintosi dell'impossibilità di aggirare le barriere della censura, torna in Inghilterra dove nel frattempo si è scatenata l'epidemia. Qui il futuro suocero, d'accordo con le autorità, lo assume per la redazione inglese della sua emittente televisiva statunitense e gli affida l'incarico di collaborare con le forze governative per raccogliere e documentare le fasi dell'epidemia.
Mentre in tutto il mondo si scatenano rivolte contro le modalità di distribuzione dei posti nei rifugi sotterranei, quasi tutti assegnati secondo logiche politiche e non trasparenti, l'O.I.R.V. scopre che il virus Hueste si diffonde in due diverse forme: l'AB, mortale nel 100% dei casi e il BA, praticamente innocuo e che immunizza i colpiti dagli effetti del ceppo AB. Il governo inglese decide quindi di formare delle milizie di ex contagiati BA per soffocare le rivolte, autorizzando o tollerando cruente e indiscriminate azioni di repressione. Le forze rivoluzionarie si organizzano di conseguenza, potendo contare anche su disertori dell'esercito e dell'aviazione schieratisi con i ribelli. I rifugi sotterranei vengono trovati e distrutti dai rivoluzionari e quello in cui Pauline si è rifugiata è da tempo sotto assedio quando l'O.I.R.V. trova un vaccino contro il virus. Il rimedio, tuttavia, mette al sicuro coloro i quali non sono ancora stati contagiati, ma diffonde una mutazione della malattia che causa un'acuta anemia, mortale per gli ex contagiati dal ceppo BA qualora non sottoposti a immediate trasfusioni di sangue. Ovviamente i ribelli non possono contare su tali delicate cure e il vaccino costituisce un doppio vantaggio per le forze reazionarie che si stanno riorganizzando su scala mondiale.
L'albergo in cui Clive e i suoi collaboratori, tra cui la fidanzata Noelle, viene attaccato dai ribelli. I colleghi del giornalisti vengono uccisi e quando Clive scopre che anche la ragazza è morta, dopo essere stata violentata, attacca i ribelli rimanendo ferito. Clive viene catturato dalle forze governative che avevano fatto irruzione nell'albergo e, creduto uno degli insorti, è imprigionato in un campo di sterminio dove sfugge fortunosamente alla morte. Viene nuovamente imprigionato, questa volta dai ribelli ma, convintosi di avere con tale fazione maggiori possibilità di sopravvivenza e addirittura di carriera, ne sposa la causa, accettando di occuparsi degli interrogatori dei prigionieri che vengono man mano catturati.
Pauline, che aveva trovato riparo nel rifugio di Liverpool, dopo la diffusione del vaccino deve abbandonare la base sotterranea assediata e spostarsi in un'altra sede dell'organizzazione. Durante il trasferimento il gruppo di Pauline viene catturato dai ribelli e rinchiuso nella stessa prigione in cui Clive svolge gli interrogatori. Vincent, rimasto a Liverpool, saputo della cattura della donna, la raggiunge facendosi catturare a sua volta dai rivoluzionari. Clive, avuto contatti con l'ex moglie durante gli interrogatori, decide di aiutare lei e il suo fidanzato, organizzandone la fuga. Durante la riuscita evasione, tuttavia, Clive si espone in prima persona. Il suo tradimento viene scoperto dai rivoluzionari che lo catturano e lo giustiziano proprio mentre le forze reazionarie coordinate internazionalmente, sferrano vittoriosi attacchi in tutta l'Europa.

## Personaggi
Pauline BrantDottoressa dell'O.I.R.V., dopo aver lavorato in prima linea contro il virus Hueste in Giappone, si trasferisce in Inghilterra e, dopo lo scoppio dell'epidemia in Europa, si trasferisce in uno dei rifugi governativi sotterranei.
Clive BrantGiornalista, ex marito di Pauline. Nonostante la sua fidanzata, Noelle, sia stata violentata e uccisa dai ribelli, si schiererà con loro. Opportunista ma determinato, morirà per permettere all'ex moglie e al suo nuovo fidanzato di fuggire dai ribelli.
H. VincentTrentasettenne medico dell'O.I.R.V., innamorato di Pauline e da lei ricambiato.
Alan VillierCapitano delle forze armate inglesi, incaricato della difesa del rifugio di Liverpool in cui risiede Pauline. Nutre per la donna profondo affetto e stima.
Noelle LangstromLa nuova fidanzata di Clive, uccisa dai ribelli dopo essere stata violentata.
Edgar LangstromIl padre di Noelle, tycoon di un'importante emittente televisiva statunitense con redazioni in tutto il mondo.

## Edizioni
- (EN) Charles Eric Maine, The Darkest of Nights, 1ª ed., Hodder & Stoughton, 1962.
- Charles Eric Maine, Il grande contagio, Collana Urania n.300, Mondadori, 1963,  p. 208.
- (PT) Charles Eric Maine, O Vírus Destruidor, Argonauta n.106, Livros do Brasil, 1966.
- (EN) Charles Eric Maine, Survival Margin, Gold Medal, Fawcett, 1968,  p. 192, ASIN B000BK3W2M.
- Charles Eric Maine, Il grande contagio, Collana Urania n.632, Mondadori, 1973,  p. 168.
- Charles Eric Maine, Il grande contagio, Classici Urania n.46, Mondadori, 1981,  p. 192.
- Charles Eric Maine, Il grande contagio, Urania collezione n.072, Mondadori, 2009,  p. 368.